# Pegalajar
Pegalajar é um município da Espanha na província de Jaén, comunidade autónoma da Andaluzia, de área 79,9 km² com população de 3136 habitantes (2005) e densidade populacional de 38,8 hab/km².

## Demografia
| Variação demográfica do município entre 1991 e 2004 | Variação demográfica do município entre 1991 e 2004 | Variação demográfica do município entre 1991 e 2004 | Variação demográfica do município entre 1991 e 2004 |
| --------------------------------------------------- | --------------------------------------------------- | --------------------------------------------------- | --------------------------------------------------- |
| 1991                                                | 1996                                                | 2001                                                | 2004                                                |
| 3054                                                | 3136                                                | 3118                                                | 3093                                                |